# Setge d'Amida
El setge d'Amida va tenir lloc quan els sassànides, sota el govern del rei Sapor II, assetjaven la ciutat romana d'Amida el 359.
En aquesta batalla assistí Ammià Marcel·lí, un historiador d'origen grec, que era un oficial de l'exèrcit romà; va descriure el setge en el seu treball (res gestae).

## Setge

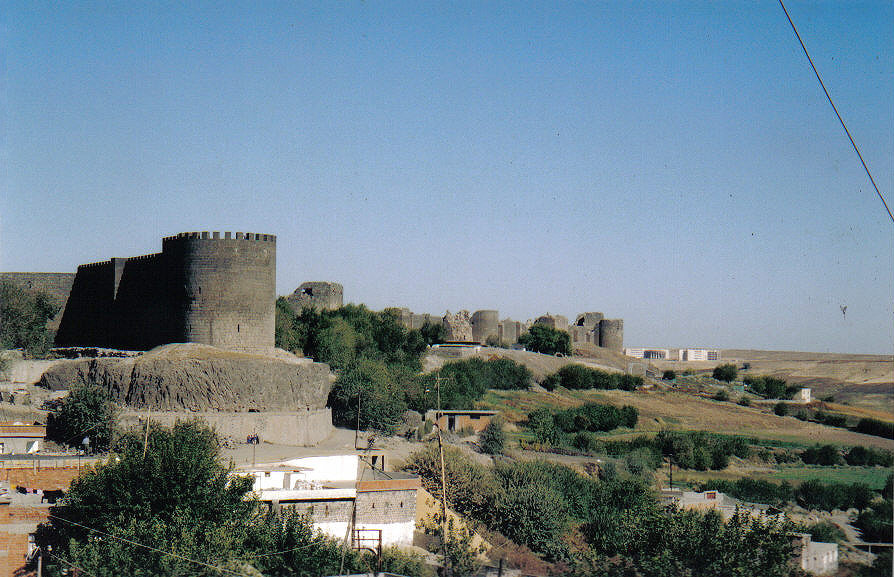
Les muralles d'Amida, construïdes per Constanci II abans del setge del 359

El setge va durar 73 dies. Sapor va intentar capturar la ciutat diverses vegades, però cap atac va ser fructífer. En un dels atacs va morir el fill del rei Grumbates. Durant el setge va sorgir una plaga, però al cap de 10 dies es va aturar per una pluja lleugera, segons Ammilià.
Finalment, la ciutat es va capturar durant la nit del 72 dia, quan Sapor i Grumbates van atacar la ciutat simultàniament. Un dia abans de capturar la ciutat, Ammià Marcel·lí s'escapava a Singara.

## Conseqüències
Després de capturar la ciutat, Sapor II va continuar avançant i va prendre Singara i altres fortaleses en els anys següents. El 363, l'emperador Julià, al cap d'un exèrcit, va anar a Ctesifont, però va morir en una batalla. El seu successor Jovià va aconseguir la pau cedint als perses els districtes del Tigris i de Nísibis (un total de cinc províncies romanes), a més els romans prometien no interferir més a Armènia.